# Wierzchosławice
Wierzchosławice è un comune rurale polacco del distretto di Tarnów, nel voivodato della Piccola Polonia.
Ricopre una superficie di 74,84 km² e nel 2004 contava 10 635 abitanti.